# Kelarik Utara
Kelarik Utara is een bestuurslaag in het regentschap Natuna van de provincie Riau-archipel, Indonesië. Kelarik Utara telt 778 inwoners (volkstelling 2010).